# ملانی ادواردز
ملانی ادواردز (انگلیسی: Melanie Edwards؛ زادهٔ ۴ ژانویهٔ ۱۹۷۳) بازیکن فوتبال اهل نیوزیلند است.
وی همچنین در تیم ملی فوتبال زنان نیوزیلند بازی کرده‌است.